# Marbete SHCP para bebidas alcohólicas
El marbete para bebidas alcohólicas es una etiqueta de registro que emite la Secretaría de Hacienda y Crédito Público de México para marcar las botellas de contenido de bebidas alcohólicas que son inscritas como procedencia licita en su elaboración y pago de impuestos.

## Etiquetado
Es una etiqueta especial con medidas de seguridad emitida por la Secretaría de Hacienda y Crédito Público desde 2006 para control fiscal y sanitario. Toda botella de bebida alcohólica, nacional o importada, que sea registrada debe contar con el distintivo ya sea en el cuello o en la parte frontal de la botella desde el momento posterior a su envasado o importación.

## Medidas de seguridad
Las medidas de seguridad con las que cuenta el marbete:
- Elementos que cambian de color
- Relieves con tinta
- Motivos prehispánicos
- Código QR
- Micro textos
- Folio
- Color distinto de nacional o importación.

La recomendación es tachar o destruir el marbete posterior al consumo, para evitar malos usos.

## Validación
Para que un usuario pueda verificar que la procedencia de la botella es lícita necesita validar que el sello de la bebida no esté violado y para identificar el registro tiene que escanear el código QR y comprobar que los datos proporcionados corresponden a la información de venta.